# Йоанис Сахинидис
Йоанис Исак Сахинидис (на гръцки: Ιωάννης Ισαάκ Σαχινίδης) е гръцки политик от радикалнодясната партия Златна зора, депутат в Гръцкия парламент през септември 2015 година.

## Биография
Роден е на 13 юли 1968 година в Пласничево (Крия Вриси). Занимава се с търговия и притежава верига супермаркети. Член е на Централния комитет на Златна зора. Кандидат е за областен управител на Пела от Златна зора на изборите от 2014 година.
Избран е от Златна зора за депутат от избирателен район Пела на изборите през септември 2015 година.